# Robert Fripp
Robert Fripp (sinh ngày 16 tháng 5 năm 1946) là một nhạc công guitar, nhà soạn nhạc và nhà sản xuất thu âm người Anh.
Dưới vai trò tay guitar của ban nhạc progressive rock King Crimson, Fripp là thành viên duy nhất hiện diện trong tất cả các đội hình từ khi nhóm thành lập vào cuối thập niên 1960 tới nay. Ông là nguồn động lực sáng tạo, đồng thời thực hiện các thay đổi đội hình, tạm ngừng, và tái khởi động nhóm vào nhiều thời điểm khác nhau. Ông cũng làm việc như một nhạc sĩ phòng thu, nổi bật là với David Bowie trên các album "Heroes" và Scary Monsters (And Super Creeps). Danh sách đĩa nhạc của ông gồm hơn 700 tác phẩm trong thời gian 4 thập niên.
Fripp được xếp ở vị trí số 62 trên danh sách "100 Greatest Guitarists of All Time" của Rolling Stone và 42 trên danh sách của David Fricke. Gibson.com xếp Fripp cùng vị trí với Andrés Segovia trên danh sách "Top 50 guitarists of all time" của họ.

## Đĩa nhạc
Trong hơn 45 năm, Fripp làm việc với vai trò nhạc công và nhà sản xuất. Ông đã đóng góp cho hơn 700 tác phẩm khác nhau. The Robert Fripp Discography Summary, hoàn thành bởi John Relph, cũng liệt kê 120 album tổng hợp và 315 sản phẩm không được tác giả chấp thuận (như bootleg).
Album phòng thu solo
- Exposure (1979)
- God Save the Queen/Under Heavy Manners (1980)
- Let the Power Fall: An Album of Frippertronics (1981)
- The Gates of Paradise (1998)

Với David Bowie
- Heroes (1977)
- Scary Monsters (And Super Creeps) (1980)